# Saint-Sigismond (Vendée)
Pour les articles homonymes, voir Saint-Sigismond.
Saint-Sigismond est une commune française située dans le département de la Vendée, en région Pays de la Loire.

## Géographie
Le territoire municipal de Saint-Sigismond s'étend sur 1 037 hectares. L'altitude moyenne de la commune est de 4 mètres, avec des niveaux fluctuant entre 1 et 11 mètres,.
Saint-Sigismond est une commune du Marais poitevin, située dans la partie marais mouillé. Elle est à une altitude comprise entre 3,90 et 7,5 mètres (cotes N.G.F. Nivellement général de la France) dans le bourg et le canal de la Vieille-Autise.
Elle est située à une trentaine de kilomètres à vol d'oiseau du fond de la baie de l'Aiguillon.

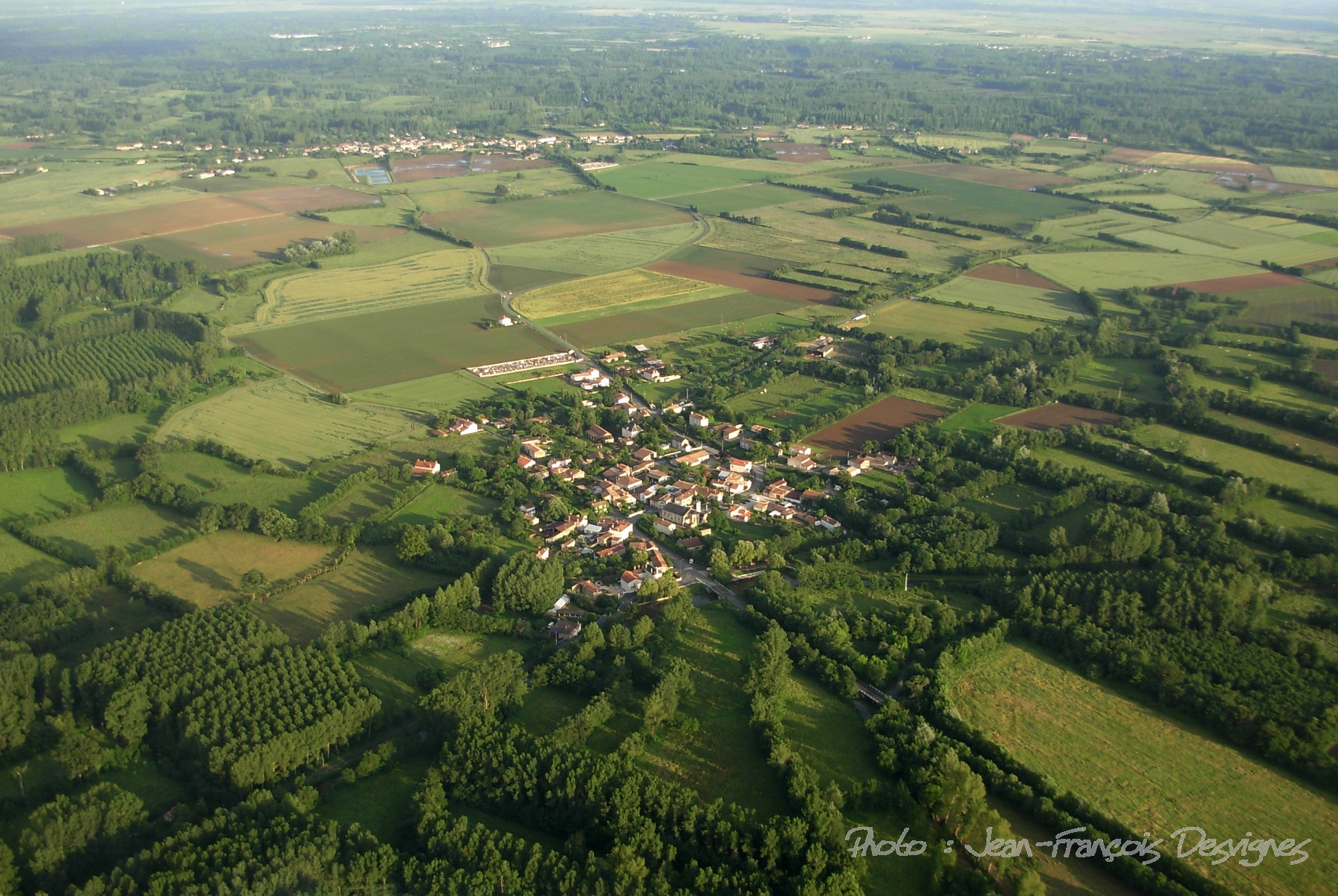
Le bourg, vu d'avion.

| Maillezais | Liez                 | Benet     |
| Damvix     | Saint-Sigsismond     | Le Mazeau |
|            | Arçais (Deux-Sèvres) |           |

### Climat
Pour des articles plus généraux, voir Climat des Pays de la Loire et Climat de la Vendée.
En 2010, le climat de la commune est de type climat océanique altéré, selon une étude du CNRS s'appuyant sur une série de données couvrant la période 1971-2000. En 2020, Météo-France publie une typologie des climats de la France métropolitaine dans laquelle la commune est exposée à un climat océanique et est dans la région climatique  Poitou-Charentes, caractérisée par un bon ensoleillement, particulièrement en été et des vents modérés. 
Pour la période 1971-2000, la température annuelle moyenne est de 12,1 °C, avec une amplitude thermique annuelle de 14,4 °C. Le cumul annuel moyen de précipitations est de 788 mm, avec 12 jours de précipitations en janvier et 6,6 jours en juillet. Pour la période 1991-2020, la température moyenne annuelle observée sur la station météorologique de Météo-France la plus proche, « Prin-Deyrancon », sur la commune de Prin-Deyrançon à 15 km à vol d'oiseau, est de 12,9 °C et le cumul annuel moyen de précipitations est de 837,0 mm,. Pour l'avenir, les paramètres climatiques de la commune estimés pour 2050 selon différents scénarios d'émission de gaz à effet de serre sont consultables sur un site dédié publié par Météo-France en novembre 2022.

## Urbanisme

### Typologie
Au 1er janvier 2024, Saint-Sigismond est catégorisée commune rurale à habitat dispersé, selon la nouvelle grille communale de densité à sept niveaux définie par l'Insee en 2022.
Elle est située hors unité urbaine. Par ailleurs la commune fait partie de l'aire d'attraction de Niort, dont elle est une commune de la couronne,. Cette aire, qui regroupe 91 communes, est catégorisée dans les aires de 50 000 à moins de 200 000 habitants,.

### Occupation des sols
L'occupation des sols de la commune, telle qu'elle ressort de la base de données européenne d’occupation biophysique des sols Corine Land Cover (CLC), est marquée par l'importance des territoires agricoles (100 % en 2018), en augmentation par rapport à 1990 (98,5 %). La répartition détaillée en 2018 est la suivante : 
prairies (42,7 %), terres arables (39,9 %), zones agricoles hétérogènes (17,4 %). L'évolution de l’occupation des sols de la commune et de ses infrastructures peut être observée sur les différentes représentations cartographiques du territoire : la carte de Cassini (XVIIIe siècle), la carte d'état-major (1820-1866) et les cartes ou photos aériennes de l'IGN pour la période actuelle (1950 à aujourd'hui).

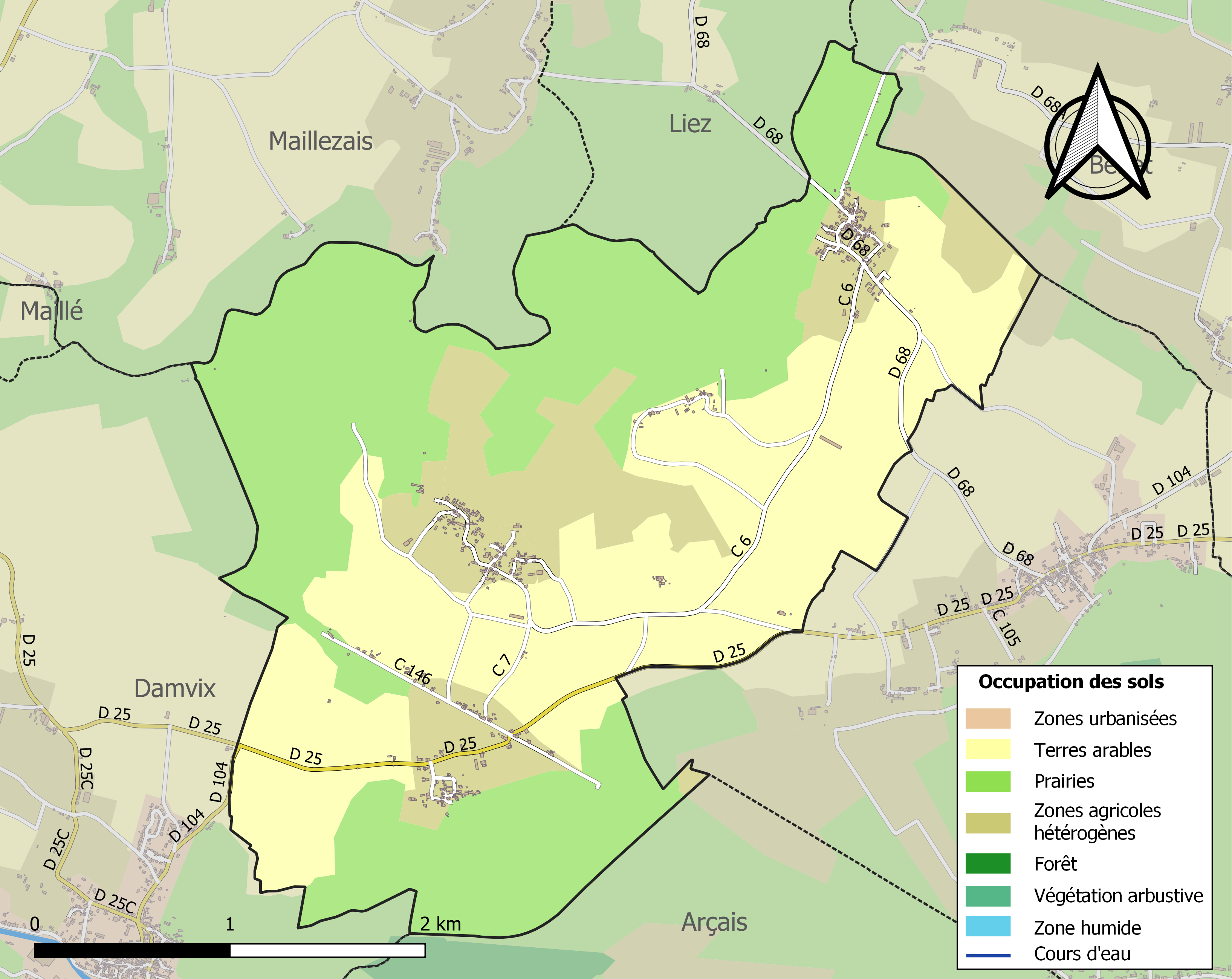
Carte des infrastructures et de l'occupation des sols de la commune en 2018 (CLC).

## Toponymie
Durant la Révolution, la commune porte le nom de Sigismond-les-Marais.

## Politique et administration

### Liste des maires

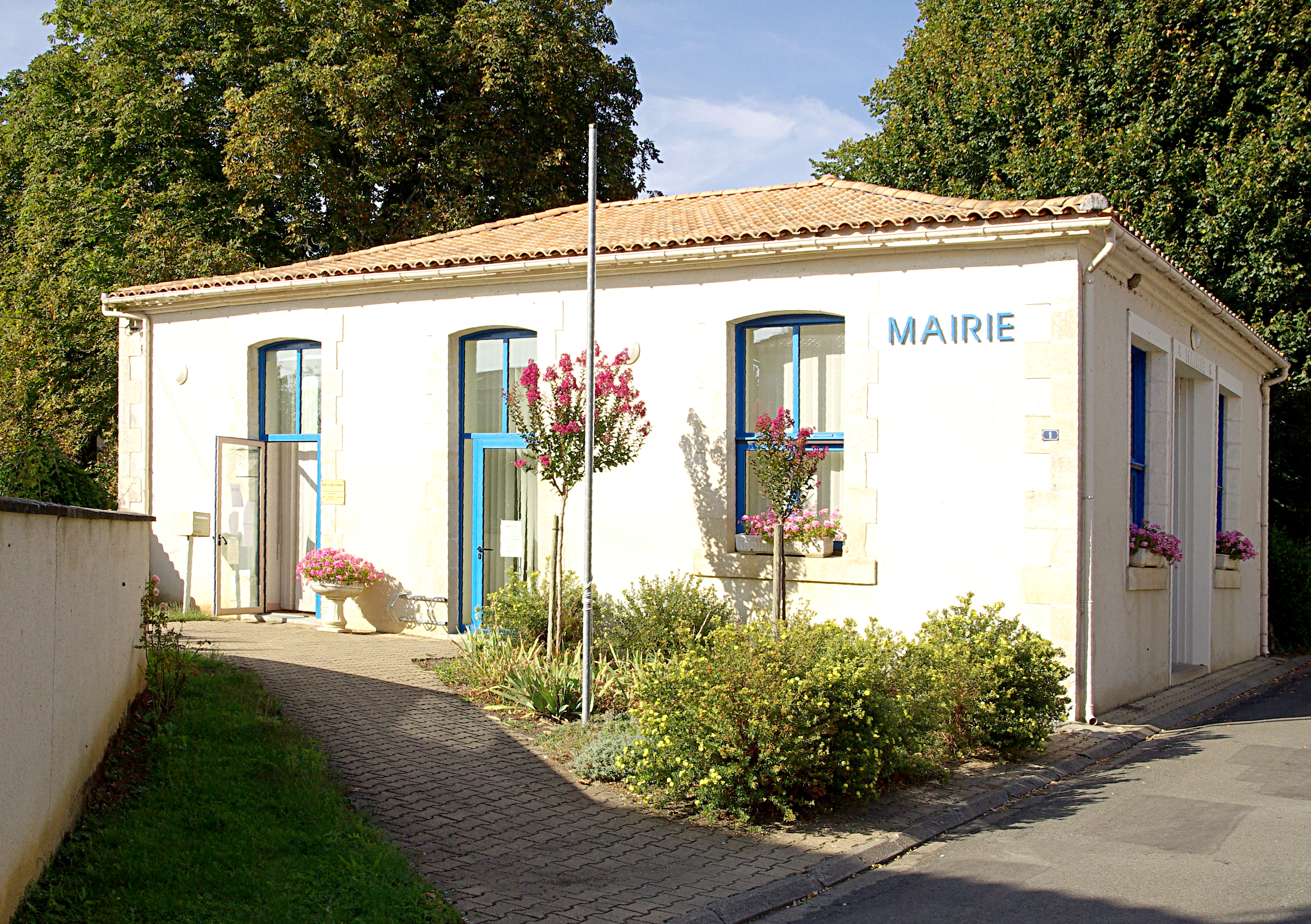
La mairie.

| Période                                  | Période              | Identité           | Étiquette | Qualité                                                 |
| ---------------------------------------- | -------------------- | ------------------ | --------- | ------------------------------------------------------- |
| Les données manquantes sont à compléter. |                      |                    |           |                                                         |
| ?                                        | février 1974 (décès) | Paul Paitreaud     |           | Propriétaire exploitant                                 |
| mars 1974                                | mars 1989            | André Moreau       |           |                                                         |
| mars 1989                                | mars 2008            | Micheline Bourneau |           | Responsable d'atelier retraitée                         |
| mars 2008                                | En cours             | Denis La Mache     | PS        | Professeur de faculté Conseiller régional (2015 → 2021) |

## Population et société

### Démographie

#### Évolution démographique
L'évolution du nombre d'habitants est connue à travers les recensements de la population effectués dans la commune depuis 1793. Pour les communes de moins de 10 000 habitants, une enquête de recensement portant sur toute la population est réalisée tous les cinq ans, les populations de référence des années intermédiaires étant quant à elles estimées par interpolation ou extrapolation. Pour la commune, le premier recensement exhaustif entrant dans le cadre du nouveau dispositif a été réalisé en 2004.

En 2022, la commune comptait 424 habitants, en évolution de +6 % par rapport à 2016 (Vendée : +5,33 %, France hors Mayotte : +2,11 %).
| 1793  | 1800  | 1806  | 1821  | 1831  | 1836  | 1841  | 1846  | 1851  |
| ----- | ----- | ----- | ----- | ----- | ----- | ----- | ----- | ----- |
| 1 105 | 1 130 | 1 048 | 1 145 | 1 239 | 1 209 | 1 284 | 1 411 | 1 430 |

| 1856  | 1861  | 1866  | 1872  | 1876  | 1881  | 1886  | 1891 | 1896 |
| ----- | ----- | ----- | ----- | ----- | ----- | ----- | ---- | ---- |
| 1 476 | 1 436 | 1 551 | 1 493 | 1 550 | 1 585 | 1 595 | 792  | 792  |

| 1901 | 1906 | 1911 | 1921 | 1926 | 1931 | 1936 | 1946 | 1954 |
| ---- | ---- | ---- | ---- | ---- | ---- | ---- | ---- | ---- |
| 748  | 725  | 702  | 682  | 632  | 600  | 568  | 532  | 535  |

| 1962 | 1968 | 1975 | 1982 | 1990 | 1999 | 2004 | 2006 | 2009 |
| ---- | ---- | ---- | ---- | ---- | ---- | ---- | ---- | ---- |
| 488  | 471  | 416  | 378  | 361  | 365  | 326  | 323  | 413  |

| 2014 | 2019 | 2022 | - | - | - | - | - | - |
| ---- | ---- | ---- | - | - | - | - | - | - |
| 399  | 419  | 424  | - | - | - | - | - | - |

#### Pyramide des âges
En 2018, le taux de personnes d'un âge inférieur à 30 ans s'élève à 28,4 %, soit en dessous de la moyenne départementale (31,6 %). À l'inverse, le taux de personnes d'âge supérieur à 60 ans est de 34,1 % la même année, alors qu'il est de 31,0 % au niveau départemental.
En 2018, la commune comptait 199 hommes pour 214 femmes, soit un taux de 51,82 % de femmes, légèrement supérieur au taux départemental (51,16 %).
Les pyramides des âges de la commune et du département s'établissent comme suit.
| Hommes | Classe d’âge | Femmes |
| ------ | ------------ | ------ |
| 1,0    | 90 ou +      | 2,3    |
| 10,4   | 75-89 ans    | 7,8    |
| 24,3   | 60-74 ans    | 22,6   |
| 15,3   | 45-59 ans    | 18,9   |
| 20,8   | 30-44 ans    | 19,8   |
| 11,4   | 15-29 ans    | 6,5    |
| 16,8   | 0-14 ans     | 22,1   |

| Hommes | Classe d’âge | Femmes |
| ------ | ------------ | ------ |
| 0,8    | 90 ou +      | 2,2    |
| 8,7    | 75-89 ans    | 11,1   |
| 20,3   | 60-74 ans    | 21,3   |
| 20     | 45-59 ans    | 19,4   |
| 17,5   | 30-44 ans    | 16,8   |
| 15     | 15-29 ans    | 13,2   |
| 17,7   | 0-14 ans     | 16,1   |

## Lieux et monuments

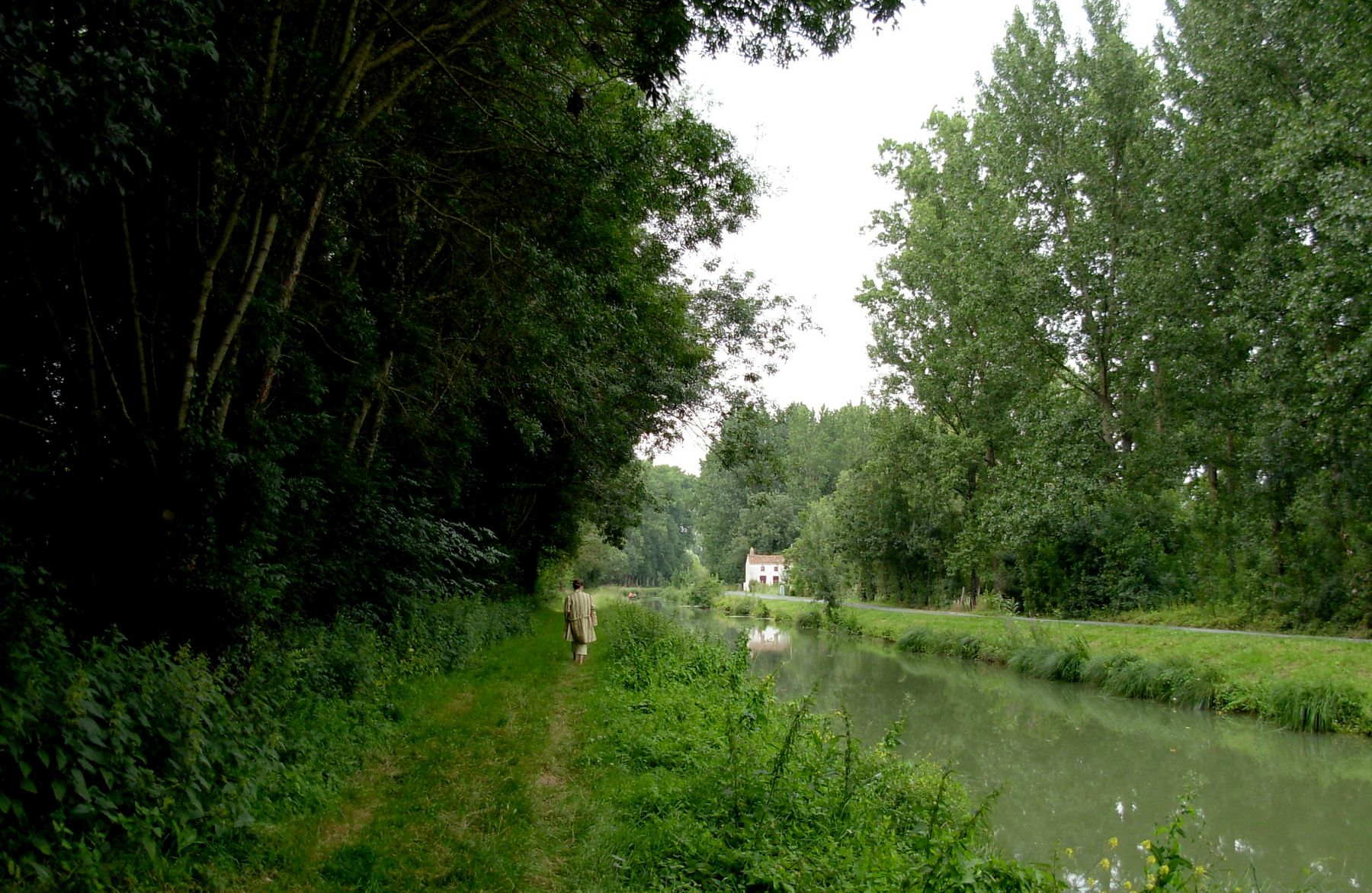
Saint Simin.
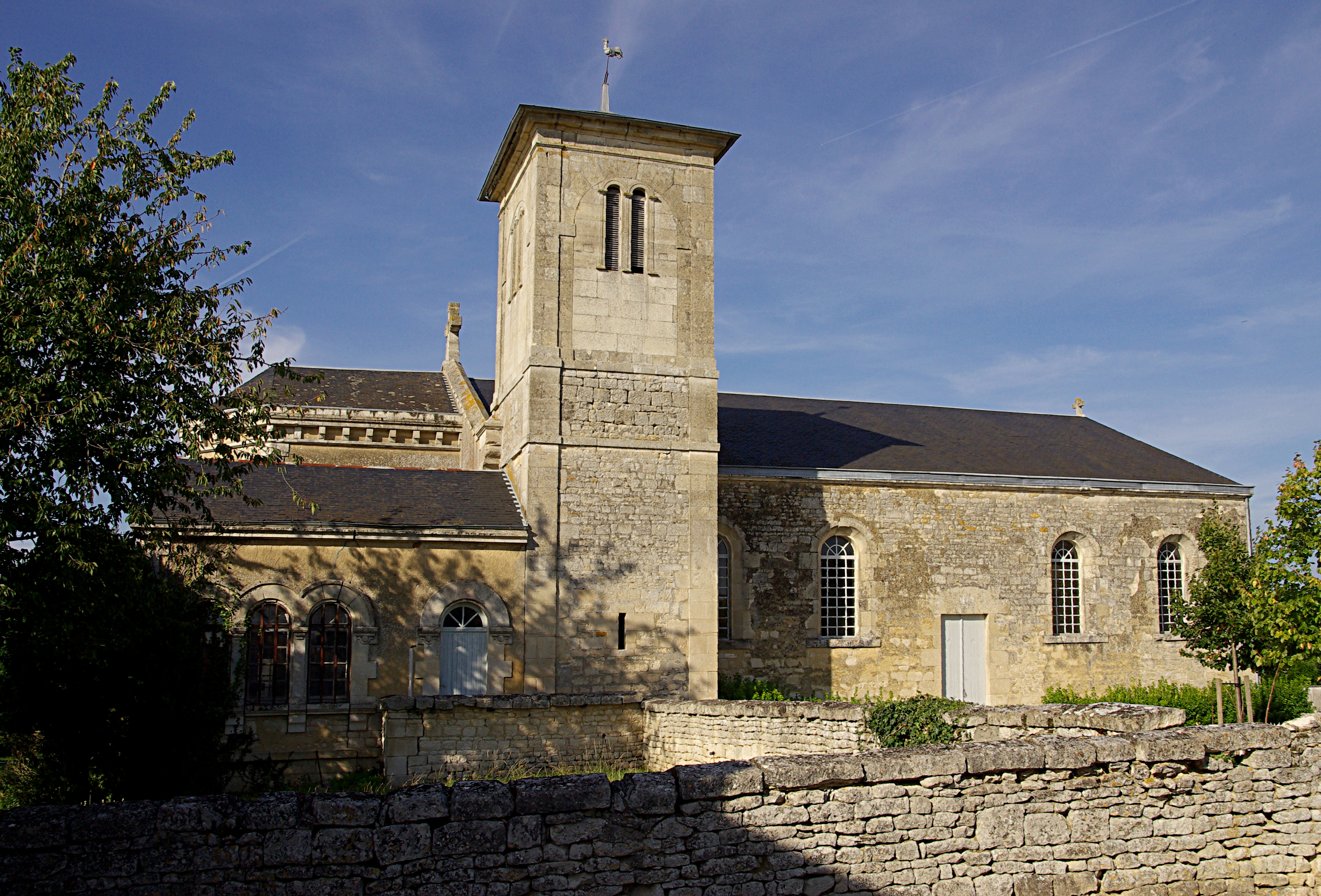
L'église Saint-Sigismond.
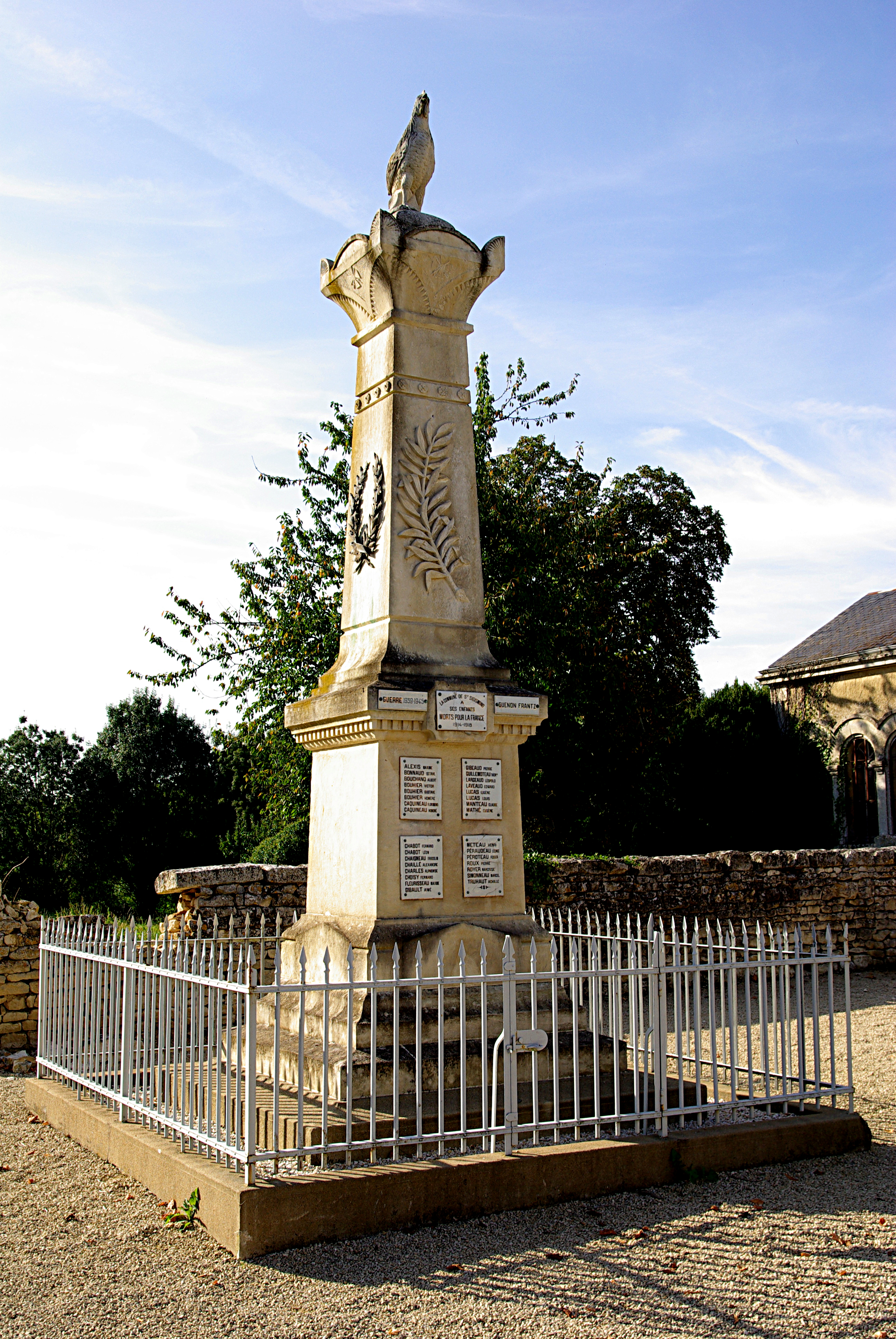
Le monument aux morts.
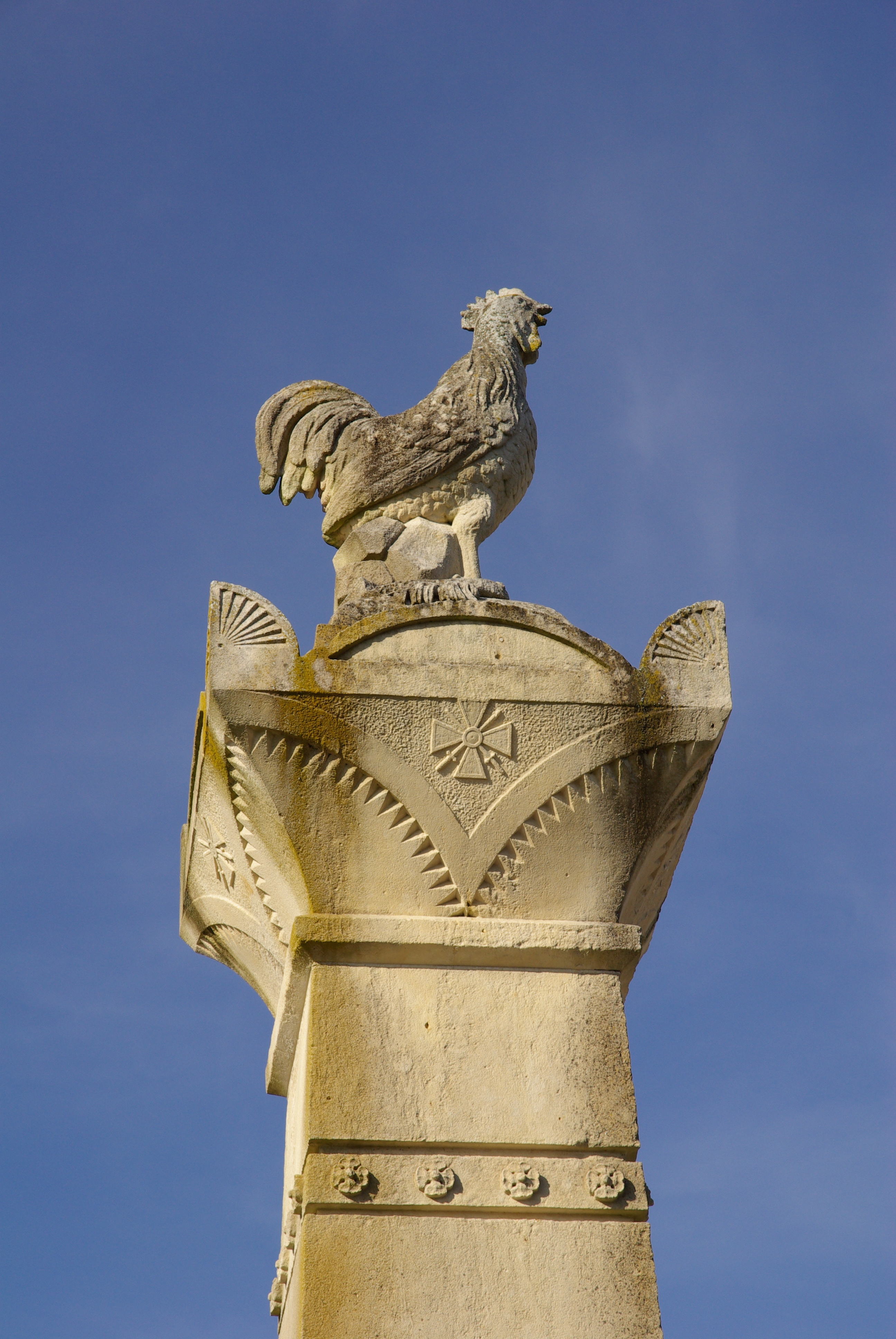
Le coq surmontant le monument.
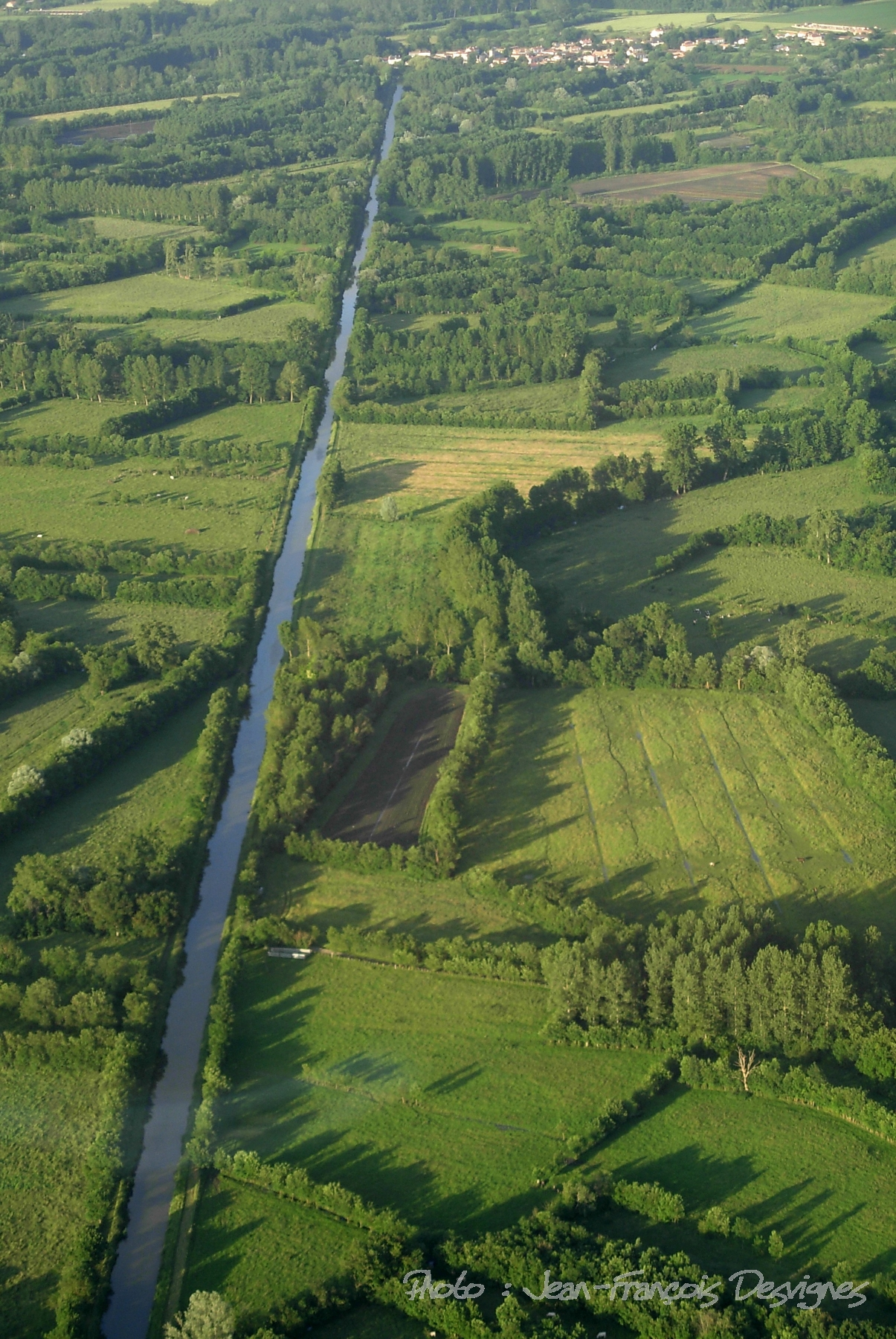
Le canal de la Vieille Autize en aval du bourg.

Le village est organisé en plusieurs hameaux dispersés sur l'ensemble de la commune. Trois sont à peu-près équivalents en population : le Bourg, le Coudreau et Reth. Un quatrième, les Écluseaux et quelques maisons isolées le complètent. Cette dispersion ne facilite pas la cohésion de la communauté.
Le village voisin du Mazeau qui était rattaché fut séparé au XIXe siècle. Au moment de la Révolution et compte tenu qu'à cette époque, les noms de lieux rappelant l'Ancien Régime étaient bannis, fut rebaptisé « Sigismond les Marais » et reprit son ancien nom "Saint-Sigismond" à la Restauration.
L'église paroissiale Saint-Sigismond du XIXe siècle est simple. Elle fut construite sur les ruines d'une église du XIIe siècle, très abîmée déjà au début du XVIIe et achevée par les tensions locales au moment de la guerre de Vendée sous la Révolution française de 1789. 
L'édifice actuel, commencé en 1842 fut béni le 15 mai 1844 par l'évêque de Luçon. L'absence de vitraux et la dimension des fenêtres à petits carreaux permet d'illuminer particulièrement l'intérieur.
Aux confins des trois départements de la Vendée, des Deux-Sèvres et de la Charente-Maritime, Saint-Sigismond est située au cœur de la partie « mouillée » du parc naturel inter-régional du Marais poitevin, souvent désigné par le terme de « Venise Verte ».
La découverte des canaux et des petits « fossés », « rigoles » et autres « conches » est un élément essentiel de l'attrait touristique du parc. On peut y observer une faune (surtout des oiseaux) et une flore dont la richesse est unique.
La commune de Saint-Sigismond possède plusieurs petits « ports » permettant un accès commode à un réseau complexe de petites voies d'eau rejoignant le « canal de la Vieille Autize ».
Un embarcadère (gestion déléguée) récemment réaménagé (2009) permet de partir pour la visite d'une partie de ces canaux. Une douzaine de « bateaux » (barques plates typiques aménagées à six places plus un éventuel batelier) permet, pendant les beaux jours, d'emmener des promeneurs dans une zone peu fréquentée du marais. À noter que cette promenade peut être proposée au crépuscule en saison (mais, là, uniquement avec un accompagnateur local patenté) ce qui en augmente encore l'intérêt par l'ambiance particulière qui y règne alors.

## Personnalités liées à la commune
Le nom de la commune fait référence à Sigismond, roi des Burgondes, qui fut canonisé car considéré comme un martyr (alors qu'il aurait tué son propre fils). Il fut exécuté sur ordre de Clodomir en 523 et son corps fut jeté dans un puits. Il est fêté le premier mai.
Il aurait séjourné dans ce lieu qui n'était alors qu'une île du golfe des Pictons, aujourd'hui le Marais poitevin, mais l'hagiographie attribue le lieu sinistre de cette histoire de meurtre commandité à un autre village appelé aussi Saint-Sigismond, près d'Orléans (Loiret).